# Angleterre-Galles en rugby à XV
Cet article présente l'historique des confrontations entre l'Angleterre et le pays de Galles en rugby à XV.
Les deux équipes se sont affrontées à 142 reprises dont trois fois en Coupe du monde. Le bilan est légèrement en faveur des Anglais, avec 70 victoires contre 61 pour les Gallois, et douze matchs nuls.

## Histoire
Les confrontations entre les deux équipes font partie du Tournoi depuis l'origine du premier tournoi britannique en 1882-1883. Du point de vue gallois, la rencontre contre l'Angleterre représente leur plus grand match de l'année.
En 2008, le pays de Galles l'emporte au stade de Twickenham, performance inédite depuis vingt ans. C'est une revanche sur une sévère défaite, la plus lourde de l'histoire de ces confrontations, 62 à 5 enregistré en test match de préparation à la Coupe du monde 2007. De son côté, l'équipe du pays de Galles du premier âge d'or inflige un 25 à 0 en 1905. La victoire galloise la plus large se produit en 2013. Alors que ces derniers ont besoin d'une victoire par huit points d'écart pour remporter le Tournoi et empêcher le treizième Grand Chelem anglais, ils disposent du XV de la Rose par 30 points à 3.
Les Anglais restent invaincus sept rencontres durant entre 2000 et 2004, l'équipe est alors championne du monde. Les Gallois restent invaincus pour onze rencontres entre 1899 et 1909, concédant toutefois un nul en 1904. Billy Bancroft, Jehoida Hodges, Willie Llewellyn, Gwyn Nicholls, Billy Trew puis Rhys Gabe, Dick Jones, Dicky Owen, Charlie Pritchard, Twyber Travers, sont quelques joueurs remarquables de cette équipe.

## Confrontations
| No  | Date              | Lieu                                           | Match               | Score   | Compétition                           |
| --- | ----------------- | ---------------------------------------------- | ------------------- | ------- | ------------------------------------- |
| 1   | 19 février 1881   | Richardsons Field, Blackheath — Angleterre     | Angleterre – Galles | 7 – 0   | Test match                            |
| 2   | 16 décembre 1882  | St Helens, Swansea — Pays de Galles            | Galles – Angleterre | 0 – 2   | Tournoi britannique                   |
| 3   | 5 janvier 1884    | Cardigan Fields, Leeds — Angleterre            | Angleterre – Galles | 1 – 1   | Tournoi britannique                   |
| 4   | 3 janvier 1885    | St Helens, Swansea — Pays de Galles            | Galles – Angleterre | 1 – 4   | Tournoi britannique                   |
| 5   | 2 janvier 1886    | Rectory Field, Blackheath — Angleterre         | Angleterre – Galles | 0 – 1   | Tournoi britannique                   |
| 6   | 8 janvier 1887    | Stradey Park, Llanelli — Pays de Galles        | Galles – Angleterre | 0 – 0   | Tournoi britannique                   |
| 7   | 15 février 1890   | Crown Flatt, Dewsbury — Angleterre             | Angleterre – Galles | 0 – 1   | Tournoi britannique                   |
| 8   | 3 janvier 1891    | Rodney Parade, Newport — Pays de Galles        | Galles – Angleterre | 3 – 7   | Tournoi britannique                   |
| 9   | 2 janvier 1892    | Rectory Field, Blackheath — Angleterre         | Angleterre – Galles | 17 – 0  | Tournoi britannique                   |
| 10  | 7 janvier 1893    | Arms Park, Cardiff — Pays de Galles            | Galles – Angleterre | 12 – 11 | Tournoi britannique                   |
| 11  | 6 janvier 1894    | Birkenhead Park, Birkenhead — Angleterre       | Angleterre – Galles | 24 – 3  | Tournoi britannique                   |
| 12  | 5 janvier 1895    | St Helens, Swansea — Pays de Galles            | Galles – Angleterre | 6 – 14  | Tournoi britannique                   |
| 13  | 4 janvier 1896    | Rectory Field, Blackheath — Angleterre         | Angleterre – Galles | 25 – 0  | Tournoi britannique                   |
| 14  | 3 janvier 1897    | Rodney Parade, Newport — Pays de Galles        | Galles – Angleterre | 11 – 0  | Tournoi britannique                   |
| 15  | 2 avril 1898      | Rectory Field, Blackheath — Angleterre         | Angleterre – Galles | 14 – 7  | Tournoi britannique                   |
| 16  | 7 janvier 1899    | St Helens, Swansea — Pays de Galles            | Galles – Angleterre | 26 – 3  | Tournoi britannique                   |
| 17  | 6 janvier 1900    | Kingsholm Stadium, Gloucester — Angleterre     | Angleterre – Galles | 3 – 13  | Tournoi britannique                   |
| 18  | 5 janvier 1901    | Arms Park, Cardiff — Pays de Galles            | Galles – Angleterre | 13 – 0  | Tournoi britannique                   |
| 19  | 11 janvier 1902   | Rectory Field, Blackheath — Angleterre         | Angleterre – Galles | 8 – 9   | Tournoi britannique                   |
| 20  | 10 janvier 1903   | St Helens, Swansea — Pays de Galles            | Galles – Angleterre | 21 – 5  | Tournoi britannique                   |
| 21  | 9 janvier 1904    | Welford Road Stadium, Leicester — Angleterre   | Angleterre – Galles | 14 – 14 | Tournoi britannique                   |
| 22  | 14 janvier 1905   | Arms Park, Cardiff — Pays de Galles            | Galles – Angleterre | 25 – 0  | Tournoi britannique                   |
| 23  | 13 janvier 1906   | Athletic Ground, Richmond — Angleterre         | Angleterre – Galles | 3 – 16  | Tournoi britannique                   |
| 24  | 12 janvier 1907   | St Helens, Swansea — Pays de Galles            | Galles – Angleterre | 22 – 0  | Tournoi britannique                   |
| 25  | 18 janvier 1908   | Ashton Gate, Bristol — Angleterre              | Angleterre – Galles | 18 – 28 | Tournoi britannique                   |
| 26  | 16 janvier 1909   | Arms Park, Cardiff — Pays de Galles            | Galles – Angleterre | 8 – 0   | Tournoi britannique                   |
| 27  | 15 janvier 1910   | Stade de Twickenham, Londres — Angleterre      | Angleterre – Galles | 11 – 6  | Tournoi des Cinq Nations              |
| 28  | 21 janvier 1911   | Pays de Galles                                 | Galles – Angleterre | 15 – 11 | Tournoi des Cinq Nations              |
| 29  | 20 janvier 1912   | Stade de Twickenham, Londres — Angleterre      | Angleterre – Galles | 8 – 0   | Tournoi des Cinq Nations              |
| 30  | 18 janvier 1913   | Pays de Galles                                 | Galles – Angleterre | 0 – 12  | Tournoi des Cinq Nations              |
| 31  | 17 janvier 1914   | Stade de Twickenham, Londres — Angleterre      | Angleterre – Galles | 10 – 9  | Tournoi des Cinq Nations              |
| 32  | 17 janvier 1920   | Pays de Galles                                 | Galles – Angleterre | 19 – 5  | Tournoi des Cinq Nations              |
| 33  | 15 janvier 1921   | Stade de Twickenham, Londres — Angleterre      | Angleterre – Galles | 18 – 3  | Tournoi des Cinq Nations              |
| 34  | 21 janvier 1922   | Pays de Galles                                 | Galles – Angleterre | 28 – 6  | Tournoi des Cinq Nations              |
| 35  | 20 janvier 1923   | Stade de Twickenham, Londres — Angleterre      | Angleterre – Galles | 7 – 3   | Tournoi des Cinq Nations              |
| 36  | 19 janvier 1924   | Pays de Galles                                 | Galles – Angleterre | 9 – 17  | Tournoi des Cinq Nations              |
| 37  | 17 janvier 1925   | Stade de Twickenham, Londres — Angleterre      | Angleterre – Galles | 12 – 6  | Tournoi des Cinq Nations              |
| 38  | 16 janvier 1926   | Pays de Galles                                 | Galles – Angleterre | 3 – 3   | Tournoi des Cinq Nations              |
| 39  | 15 janvier 1927   | Stade de Twickenham, Londres — Angleterre      | Angleterre – Galles | 11 – 9  | Tournoi des Cinq Nations              |
| 40  | 21 janvier 1928   | Pays de Galles                                 | Galles – Angleterre | 8 – 10  | Tournoi des Cinq Nations              |
| 41  | 19 janvier 1929   | Stade de Twickenham, Londres — Angleterre      | Angleterre – Galles | 8 – 3   | Tournoi des Cinq Nations              |
| 42  | 18 janvier 1930   | Pays de Galles                                 | Galles – Angleterre | 3 – 11  | Tournoi des Cinq Nations              |
| 43  | 17 janvier 1931   | Stade de Twickenham, Londres — Angleterre      | Angleterre – Galles | 11 – 11 | Tournoi des Cinq Nations              |
| 44  | 16 janvier 1932   | Pays de Galles                                 | Galles – Angleterre | 12 – 5  | Tournoi britannique                   |
| 45  | 21 janvier 1933   | Stade de Twickenham, Londres — Angleterre      | Angleterre – Galles | 3 – 7   | Tournoi britannique                   |
| 46  | 20 janvier 1934   | Pays de Galles                                 | Galles – Angleterre | 0 – 9   | Tournoi britannique                   |
| 47  | 19 janvier 1935   | Stade de Twickenham, Londres — Angleterre      | Angleterre – Galles | 3 – 3   | Tournoi britannique                   |
| 48  | 18 janvier 1936   | Pays de Galles                                 | Galles – Angleterre | 0 – 0   | Tournoi britannique                   |
| 49  | 16 janvier 1937   | Stade de Twickenham, Londres — Angleterre      | Angleterre – Galles | 4 – 3   | Tournoi britannique                   |
| 50  | 15 janvier 1938   | Pays de Galles                                 | Galles – Angleterre | 14 – 8  | Tournoi britannique                   |
| 51  | 21 janvier 1939   | Stade de Twickenham, Londres — Angleterre      | Angleterre – Galles | 3 – 0   | Tournoi britannique                   |
| 52  | 18 janvier 1947   | Pays de Galles                                 | Galles – Angleterre | 9 – 3   | Tournoi des Cinq Nations              |
| 53  | 17 janvier 1948   | Stade de Twickenham, Londres — Angleterre      | Angleterre – Galles | 3 – 3   | Tournoi des Cinq Nations              |
| 54  | 15 janvier 1949   | Pays de Galles                                 | Galles – Angleterre | 6 – 9   | Tournoi des Cinq Nations              |
| 55  | 21 janvier 1950   | Stade de Twickenham, Londres — Angleterre      | Angleterre – Galles | 5 – 11  | Tournoi des Cinq Nations              |
| 56  | 20 janvier 1951   | Pays de Galles                                 | Galles – Angleterre | 23 – 5  | Tournoi des Cinq Nations              |
| 57  | 19 janvier 1952   | Stade de Twickenham, Londres — Angleterre      | Angleterre – Galles | 6 – 8   | Tournoi des Cinq Nations              |
| 58  | 17 janvier 1953   | Pays de Galles                                 | Galles – Angleterre | 3 – 8   | Tournoi des Cinq Nations              |
| 59  | 16 janvier 1954   | Stade de Twickenham, Londres — Angleterre      | Angleterre – Galles | 9 – 6   | Tournoi des Cinq Nations              |
| 60  | 22 janvier 1955   | Pays de Galles                                 | Galles – Angleterre | 3 – 0   | Tournoi des Cinq Nations              |
| 61  | 21 janvier 1956   | Stade de Twickenham, Londres — Angleterre      | Angleterre – Galles | 3 – 8   | Tournoi des Cinq Nations              |
| 62  | 19 janvier 1957   | Pays de Galles                                 | Galles – Angleterre | 0 – 3   | Tournoi des Cinq Nations              |
| 63  | 18 janvier 1958   | Stade de Twickenham, Londres — Angleterre      | Angleterre – Galles | 3 – 3   | Tournoi des Cinq Nations              |
| 64  | 17 janvier 1959   | Pays de Galles                                 | Galles – Angleterre | 5 – 0   | Tournoi des Cinq Nations              |
| 65  | 16 janvier 1960   | Stade de Twickenham, Londres — Angleterre      | Angleterre – Galles | 14 – 6  | Tournoi des Cinq Nations              |
| 66  | 21 janvier 1961   | Arms Park, Cardiff — Pays de Galles            | Galles – Angleterre | 6 – 3   | Tournoi des Cinq Nations              |
| 67  | 20 janvier 1962   | Stade de Twickenham, Londres — Angleterre      | Angleterre – Galles | 0 – 0   | Tournoi des Cinq Nations              |
| 68  | 19 janvier 1963   | Arms Park, Cardiff — Pays de Galles            | Galles – Angleterre | 6 – 13  | Tournoi des Cinq Nations              |
| 69  | 18 janvier 1964   | Stade de Twickenham, Londres — Angleterre      | Angleterre – Galles | 6 – 6   | Tournoi des Cinq Nations              |
| 70  | 16 janvier 1965   | Arms Park, Cardiff — Pays de Galles            | Galles – Angleterre | 14 – 3  | Tournoi des Cinq Nations              |
| 71  | 15 janvier 1966   | Stade de Twickenham, Londres — Angleterre      | Angleterre – Galles | 6 – 11  | Tournoi des Cinq Nations              |
| 72  | 15 avril 1967     | Arms Park, Cardiff — Pays de Galles            | Galles – Angleterre | 34 – 21 | Tournoi des Cinq Nations              |
| 73  | 20 janvier 1968   | Stade de Twickenham, Londres — Angleterre      | Angleterre – Galles | 11 – 11 | Tournoi des Cinq Nations              |
| 74  | 12 avril 1969     | Arms Park, Cardiff — Pays de Galles            | Galles – Angleterre | 30 – 9  | Tournoi des Cinq Nations              |
| 75  | 28 février 1970   | Stade de Twickenham, Londres — Angleterre      | Angleterre – Galles | 13 – 17 | Tournoi des Cinq Nations              |
| 76  | 16 janvier 1971   | Arms Park, Cardiff — Pays de Galles            | Galles – Angleterre | 22 – 6  | Tournoi des Cinq Nations              |
| 77  | 15 janvier 1972   | Stade de Twickenham, Londres — Angleterre      | Angleterre – Galles | 3 – 12  | Tournoi des Cinq Nations              |
| 78  | 20 janvier 1973   | Arms Park, Cardiff — Pays de Galles            | Galles – Angleterre | 25 – 9  | Tournoi des Cinq Nations              |
| 79  | 16 mars 1974      | Stade de Twickenham, Londres — Angleterre      | Angleterre – Galles | 16 – 12 | Tournoi des Cinq Nations              |
| 80  | 15 février 1975   | Arms Park, Cardiff — Pays de Galles            | Galles – Angleterre | 20 – 4  | Tournoi des Cinq Nations              |
| 81  | 17 janvier 1976   | Stade de Twickenham, Londres — Angleterre      | Angleterre – Galles | 9 – 21  | Tournoi des Cinq Nations              |
| 82  | 5 mars 1977       | Arms Park, Cardiff — Pays de Galles            | Galles – Angleterre | 14 – 9  | Tournoi des Cinq Nations              |
| 83  | 4 février 1978    | Stade de Twickenham, Londres — Angleterre      | Angleterre – Galles | 6 – 9   | Tournoi des Cinq Nations              |
| 84  | 17 mars 1979      | Arms Park, Cardiff — Pays de Galles            | Galles – Angleterre | 27 – 3  | Tournoi des Cinq Nations              |
| 85  | 16 février 1980   | Stade de Twickenham, Londres — Angleterre      | Angleterre – Galles | 9 – 8   | Tournoi des Cinq Nations              |
| 86  | 17 janvier 1981   | Arms Park, Cardiff — Pays de Galles            | Galles – Angleterre | 21 – 19 | Tournoi des Cinq Nations              |
| 87  | 6 mars 1982       | Stade de Twickenham, Londres — Angleterre      | Angleterre – Galles | 17 – 7  | Tournoi des Cinq Nations              |
| 88  | 5 février 1983    | Arms Park, Cardiff — Pays de Galles            | Galles – Angleterre | 13 – 13 | Tournoi des Cinq Nations              |
| 89  | 17 mars 1984      | Stade de Twickenham, Londres — Angleterre      | Angleterre – Galles | 15 – 24 | Tournoi des Cinq Nations              |
| 90  | 20 avril 1985     | Arms Park, Cardiff — Pays de Galles            | Galles – Angleterre | 24 – 15 | Tournoi des Cinq Nations              |
| 91  | 18 janvier 1986   | Stade de Twickenham, Londres — Angleterre      | Angleterre – Galles | 21 – 18 | Tournoi des Cinq Nations              |
| 92  | 7 mars 1987       | Arms Park, Cardiff — Pays de Galles            | Galles – Angleterre | 19 – 12 | Tournoi des Cinq Nations              |
| 93  | 8 juin 1987       | Ballymore Stadium, Brisbane — Australie        | Angleterre – Galles | 3 – 16  | Coupe du monde (quart de finale)      |
| 94  | 6 février 1988    | Stade de Twickenham, Londres — Angleterre      | Angleterre – Galles | 3 – 11  | Tournoi des Cinq Nations              |
| 95  | 18 mars 1989      | Arms Park, Cardiff — Pays de Galles            | Galles – Angleterre | 12 – 9  | Tournoi des Cinq Nations              |
| 96  | 17 février 1990   | Stade de Twickenham, Londres — Angleterre      | Angleterre – Galles | 34 – 6  | Tournoi des Cinq Nations              |
| 97  | 19 janvier 1991   | Arms Park, Cardiff — Pays de Galles            | Galles – Angleterre | 6 – 25  | Tournoi des Cinq Nations              |
| 98  | 7 mars 1992       | Stade de Twickenham, Londres — Angleterre      | Angleterre – Galles | 24 – 0  | Tournoi des Cinq Nations              |
| 99  | 6 février 1993    | Arms Park, Cardiff — Pays de Galles            | Galles – Angleterre | 10 – 9  | Tournoi des Cinq Nations              |
| 100 | 19 mars 1994      | Stade de Twickenham, Londres — Angleterre      | Angleterre – Galles | 15 – 8  | Tournoi des Cinq Nations              |
| 101 | 18 février 1995   | Arms Park, Cardiff — Pays de Galles            | Galles – Angleterre | 9 – 23  | Tournoi des Cinq Nations              |
| 102 | 3 février 1996    | Stade de Twickenham, Londres — Angleterre      | Angleterre – Galles | 21 – 15 | Tournoi des Cinq Nations              |
| 103 | 15 mars 1997      | Arms Park, Cardiff — Pays de Galles            | Galles – Angleterre | 13 – 34 | Tournoi des Cinq Nations              |
| 104 | 21 février 1998   | Stade de Twickenham, Londres — Angleterre      | Angleterre – Galles | 60 – 26 | Tournoi des Cinq Nations              |
| 105 | 11 avril 1999     | Wembley Stadium, Londres — Angleterre          | Galles – Angleterre | 32 – 31 | Tournoi des Cinq Nations              |
| 106 | 4 mars 2000       | Stade de Twickenham, Londres — Angleterre      | Angleterre – Galles | 46 – 12 | Tournoi des Six Nations               |
| 107 | 3 février 2001    | Millennium Stadium, Cardiff — Pays de Galles   | Galles – Angleterre | 15 – 44 | Tournoi des Six Nations               |
| 108 | 23 mars 2002      | Stade de Twickenham, Londres — Angleterre      | Angleterre – Galles | 50 – 10 | Tournoi des Six Nations               |
| 109 | 22 février 2003   | Millennium Stadium, Cardiff — Pays de Galles   | Galles – Angleterre | 9 – 26  | Tournoi des Six Nations               |
| 110 | 23 août 2003      | Millennium Stadium, Cardiff — Pays de Galles   | Galles – Angleterre | 9 – 43  | Test match                            |
| 111 | 9 novembre 2003   | Suncorp Stadium, Brisbane — Australie          | Angleterre – Galles | 28 – 17 | Coupe du monde (quart de finale)      |
| 112 | 20 mars 2004      | Stade de Twickenham, Londres — Angleterre      | Angleterre – Galles | 31 – 21 | Tournoi des Six Nations               |
| 113 | 5 février 2005    | Millennium Stadium, Cardiff — Pays de Galles   | Galles – Angleterre | 11 – 9  | Tournoi des Six Nations               |
| 114 | 4 février 2006    | Stade de Twickenham, Londres — Angleterre      | Angleterre – Galles | 47 – 13 | Tournoi des Six Nations               |
| 115 | 17 mars 2007      | Millennium Stadium, Cardiff — Pays de Galles   | Galles – Angleterre | 27 – 18 | Tournoi des Six Nations               |
| 116 | 4 août 2007       | Stade de Twickenham, Londres — Angleterre      | Angleterre – Galles | 62 – 5  | Test match                            |
| 117 | 2 février 2008    | Stade de Twickenham, Londres — Angleterre      | Angleterre – Galles | 19 – 26 | Tournoi des Six Nations               |
| 118 | 14 février 2009   | Millenium Stadium, Cardiff — Pays de Galles    | Galles – Angleterre | 23 – 15 | Tournoi des Six Nations               |
| 119 | 6 février 2010    | Stade de Twickenham, Londres — Angleterre      | Angleterre – Galles | 30 – 17 | Tournoi des Six Nations               |
| 120 | 4 février 2011    | Millenium Stadium, Cardiff — Pays de Galles    | Galles – Angleterre | 19 – 26 | Tournoi des Six Nations               |
| 121 | 6 août 2011       | Stade de Twickenham, Londres — Angleterre      | Angleterre – Galles | 23 – 19 | Test match                            |
| 122 | 13 août 2011      | Millenium Stadium, Cardiff — Pays de Galles    | Galles – Angleterre | 19 – 9  | Test match                            |
| 123 | 25 février 2012   | Stade de Twickenham, Londres — Angleterre      | Angleterre – Galles | 12 – 19 | Tournoi des Six Nations               |
| 124 | 16 mars 2013      | Millenium Stadium, Cardiff — Pays de Galles    | Galles – Angleterre | 30 – 3  | Tournoi des Six Nations               |
| 125 | 9 mars 2014       | Stade de Twickenham, Londres — Angleterre      | Angleterre – Galles | 29 – 18 | Tournoi des Six Nations               |
| 126 | 6 février 2015    | Millenium Stadium, Cardiff — Pays de Galles    | Galles – Angleterre | 16 – 21 | Tournoi des Six Nations               |
| 127 | 26 septembre 2015 | Stade de Twickenham, Londres — Angleterre      | Angleterre – Galles | 25 – 28 | Coupe du monde (poule A)              |
| 128 | 12 mars 2016      | Stade de Twickenham, Londres — Angleterre      | Angleterre – Galles | 25 – 21 | Tournoi des Six Nations               |
| 129 | 29 mai 2016       | Stade de Twickenham, Londres — Angleterre      | Angleterre – Galles | 27 – 13 | Test match                            |
| 130 | 11 février 2017   | Principality Stadium, Cardiff — Pays de Galles | Galles – Angleterre | 16 – 21 | Tournoi des Six Nations               |
| 131 | 10 février 2018   | Stade de Twickenham, Londres — Angleterre      | Angleterre – Galles | 12 – 6  | Tournoi des Six Nations               |
| 132 | 23 février 2019   | Principality Stadium, Cardiff — Pays de Galles | Galles – Angleterre | 21 – 13 | Tournoi des Six Nations               |
| 133 | 11 août 2019      | Stade de Twickenham, Londres — Angleterre      | Angleterre – Galles | 33 – 19 | Test match                            |
| 134 | 17 août 2019      | Principality Stadium, Cardiff — Pays de Galles | Galles – Angleterre | 13 – 6  | Test match                            |
| 135 | 7 mars 2020       | Stade de Twickenham, Londres — Angleterre      | Angleterre – Galles | 33 – 30 | Tournoi des Six Nations               |
| 136 | 28 novembre 2020  | Parc y Scarlets, Llanelli — Pays de Galles     | Galles – Angleterre | 13 – 24 | Coupe d'automne des nations (poule A) |
| 137 | 27 février 2021   | Principality Stadium, Cardiff — Pays de Galles | Galles – Angleterre | 40 – 24 | Tournoi des Six Nations               |
| 138 | 26 février 2022   | Stade de Twickenham, Londres — Angleterre      | Angleterre – Galles | 23 – 19 | Tournoi des Six Nations               |
| 139 | 25 février 2023   | Principality Stadium, Cardiff — Pays de Galles | Galles – Angleterre | 10 – 20 | Tournoi des Six Nations               |
| 140 | 5 août 2023       | Principality Stadium, Cardiff — Pays de Galles | Galles – Angleterre | 20 – 9  | Test match                            |
| 141 | 12 août 2023      | Stade de Twickenham, Londres — Angleterre      | Angleterre – Galles | 19 – 17 | Test match                            |
| 142 | 10 février 2024   | Stade de Twickenham, Londres — Angleterre      | Angleterre – Galles | 16 – 14 | Tournoi des Six Nations               |
| 143 | 15 mars 2025      | Principality Stadium, Cardiff — Pays de Galles | Galles – Angleterre | 14 – 68 | Tournoi des Six Nations               |